# 電脳学園
『電脳学園』（でんのうがくえん、CYBERNETIC HI-SCHOOL）は、1989年7月15日にガイナックスから発売されたクイズゲーム。クイズに正解すると、登場するヒロインが服を徐々に脱いで最後は全裸になる脱衣ゲーム（アダルトゲーム）である。ガイナックスのコンピュータゲーム参入第1弾であり、シリーズ化されて4作品が発売された。2023年現在は、4作ともプロジェクトEGGでPC-9801シリーズ版がダウンロード販売中である。
また、1999年から2000年にかけて新シリーズ『電脳学園ミレニアム』がナインライブスから2タイトル発売された（通販・イベント直販限定）。

## 沿革
1980年代後半、ガイナックスはアニメーション制作の赤字で悪化していた経営を立て直すため、ゲーム業界へ進出することを決定した。その第1弾として制作されたのが、本シリーズである。
当時のアダルトゲーム市場は一流メーカーの撤退により、グラフィックのレベルが低下していた。また、MacintoshのHyperCardで遊んでいた岡田斗司夫と赤井孝美は、アドベンチャーゲーム程度であれば自分たちでも制作することが可能であると知っていた。こうした状況から、システムが単純なクイズゲームにアニメ制作スタッフによるグラフィックを組み合わせることで、ゲーム制作は可能であり売上も見込めると判断され、本作が制作される。
PC-8801版で岡田と赤井はプログラムとBGMの作曲以外を全て2人でこなし、角川書店の『コンプティーク』にヨイショ同然の記事を書いてもらうという癒着ギリギリのバックアップを受け（最終的にはガイナックスから『コンプティーク』にライターを派遣し、自分たちでヨイショ記事を書くまでになる）、本作を発売した。大きな反響を呼んだが、1990年11月に発売した『電脳学園シナリオI Ver2.0』は宮崎県で青少年保護育成条例による有害図書指定を受けてしまう。ガイナックスは本指定に対して憲法第21条等の違反で無効であるとして宮崎県を提訴するが、1999年12月に最高裁判所で敗訴した（詳細は#宮崎県有害図書指定に対する訴訟を参照）。

## 電脳学園シリーズ
全4作。対応機種はNEC PC-8801SR以降、NEC PC-9801VM/UV以降（ラップトップを除く、但しVM/VM2/VM4は要16色ボード）/EPSON PCシリーズ、MSX2/MSX2+（RAM64KB/VRAM128KB以上）。パッケージソフトウェア販売のほか、ソフトベンダーTAKERUによるダウンロード販売も行われていた。パッケージ版には「電脳学園おまけ新聞」が付属する。

### 電脳学園（シナリオI）
1989年7月15日発売。電脳学園の生徒であるプレイヤーを操作し、3名の講師（初級：芹沢 博子、中級：万城目 ユリ、上級：神宮寺 静）とクイズで勝負する。クイズのジャンルはアニメ・特撮・国内外のSFに関するものが多い。講師名も特撮の登場人物に由来する。ノルマは25問中20問（正解率80%）で、ノルマを達成すれば相手の服を脱がすことができる。服を脱がした状態で、特定部位をクリックすると反応する。4枚脱がせるとクリアで、全員脱がせると「電脳博士号」の学位認定を受ける。絵は当時としては珍しく、ヘアの描写にこだわっていた。パニックモードでは「カブザードリィ 兜町の試練場」という、株取引RPG風の画面が表示された。
1990年11月10日には第1作の改良版である『電脳学園シナリオI Ver2.0』が発売され、前作の購入者には半額でバージョンアップを受け付けた。なお、本バージョンは推奨年齢12歳以上として12歳未満のプレイ自粛が発売元から要請されていたが、強制力は無かった。1992年7月17日（7月24日告示）に宮崎県から有害図書指定を受けているほか、同年9月には愛知県でも有害図書指定を受けている。

#### 『電脳学園シナリオI Ver2.0』の宮崎県有害図書指定に対する訴訟
1992年7月17日、宮崎県は「宮崎県における青少年の健全な育成に関する条例」（昭和52年7月28日条例第27号）第13条1項に基づいて『電脳学園シナリオI Ver2.0』を有害図書に指定した。関係機関への通知書には処分の理由として「著しく青少年の性的感情を刺激し、その健全な成長を阻害するおそれがあるため」と記載されているため、岡田は「ヘアが無修正で描写されていたのが引っかかった」と推測し、有害指定されたことは当然であると認識していた。しかし、赤井はこの指定に猛反発し、ガイナックスはパソコン雑誌を中心に「私たち、有害指定されちゃったんです」と題する意見広告を掲載。特に『宮崎県公報』における有害指定の理由が必ずしも明確でないとする点を指摘し、1993年2月に宮崎地方裁判所に指定の取り消しを求めて提訴するが、1994年1月24日に敗訴。1995年3月1日の福岡高等裁判所宮崎支部における控訴審でも同様に敗訴。これに対しガイナックスは最高裁判所へ上告するが、1999年12月14日の最高裁・第三小法廷も裁判官全員一致の意見で一審・二審の判決を支持し、上告を棄却した。
一方、アミューズメントマシン業界紙『ゲームマシン』は、実物を見たわけではないとしたうえで、宮崎県が有害図書に指定したからにはそれなりの根拠があったのだろうと分析している。また、同紙は一般論として、当時の日本では子どもに過保護であるがゆえに表現の自由が遠慮せざるを得なくなる例が多く、ある程度の制限は当然であり、保守的な司法制度では結論が最初から分かってしまっていると述べている。
なお、ガイナックスは本訴訟の敗訴後にコンピュータソフトウェア倫理機構へ加入している。また、作家の森瀬繚がニュースサイト「ファミ通.com」に寄せた記事によると、本件がコンピュータソフトウェア倫理機構設立のきっかけの一つになったという。

### 電脳学園II ハイウェイバスター!!
1989年12月10日発売。ストーリーは前作からそのまま続いている。電脳学園を卒業した主人公が、首都高速に出没する正体不明のライダーを追い、その手がかりを得る為に再び電脳学園へ赴く。なお、本作より推奨年齢12歳以上として12歳未満のプレイ自粛が発売元から要請されている。
ゲームシステムは前作とほぼ同じだが、ヘルプ機能やパニックモードが追加されているほか、キャラクターデザインに新田真子・明貴美加・菊池通隆が参加している。クイズのジャンルは交通法規・自動車に関する問題が中心であり、運転免許に詳しければさほど難しくはない。また、新規導入のアドベンチャー部分は全4章に分かれており、4人全員を脱がせばクリアとなる。

### 電脳学園III トップをねらえ!
1990年3月24日発売。同名OVAが原作。前作までとストーリー上の繋がりは無い。新型ガンバスターである「グレートガンバスター」のパイロットを決めるため、タカヤ・ノリコ、アマノ・カズミ、ユング・フロイトの3名がクイズで戦いを繰り広げる。ゼネラルプロダクツでの購入特典としてアペンドディスク「電脳まるみえディスク」（非売品）が付属した。
監督に庵野秀明、作画に窪岡俊之とアニメ本編のスタッフが参加しているが、自分たちの創ったキャラクターを脱がすことに抵抗はなく、むしろいかにエロくするかを追求したという。

#### 評価（電脳学園III トップをねらえ!）
パソコンゲーム誌の編集者である前田尋之の公式サイト「電脳世界のひみつ基地」においてライターの松田は、同作のグラフィックについて評価し、ガイナックスが醸し出す昭和らしさが好きだったと振り返っている。一方で、松田はゲームの内容についてあまり書くことがないとしつつも、意味もなく歩き回る場面が多かったとも述べている。

### 電脳学園IV エイプハンターJ
『電脳学園IV エイプハンターJ』は、1991年7月20日に発売されたコンピュータゲームであり、シリーズ第4作目に当たる。同作は、ゲーム発売時から見て近未来にあたる2006年を舞台とし、主人公のエイプハンター・Jが名門学園・電脳学園に潜入し、学園に潜むサルを探して駆除する様子を描いている。同作では、急激に進化したサルたちが人間社会に混乱を及ぼしているという設定があり、裸にして尻尾の有無を確認しないと人間と区別できないという設定を脱衣の理由にしている。また、世界観を解説するため、「高校生の現代社会科 猿害の実際」というタイトルの教科書風ガイドブックが付録としてつけられている。

#### あらすじ
2006年、紫外線によって急激に進化したサルたちは人間社会に溶け込み、混乱を及ぼしていた。主人公のエイプハンター・Jはサル駆除のため、名門学園・電脳学園を訪れる。Jは理事長の孫・明美の案内で職員室に立ち入り、生徒名簿を確認する。次いで、Jはサルが教師として紛れ込んでいる可能性から、その場にいた五島先生に殺虫剤をかがせて気絶させたうえでパンティをおろすが、普通の人間であることが判明する。その後、Jは健康診断と称して全校生徒を調べようとするが、タートルレディに扮した明美の妨害によって生徒たちからの袋叩きに遭い、失敗に終わる。結局、Jは理事長から服を脱がせるための3枚の許可証を手に、聞き込みに回ることにする。まず、Jはバナナ好きのテニス部員・矢追純子を疑い、取り調べにかかるが、サルではないことが判明する。次に、Jは山籠もりが好きな弓道部部長の南山宏美の取り調べにかかるが、彼女も無実であることが判明する。捜査の末にサルを突き止めたJは、学園を去る。

#### 制作（電脳学園IV エイプハンターJ）
本作は、『バトルスキンパニック』同様、漫画家のみんだ☆なお（眠田直）を中心に開発がすすめられた。これまでの『電脳学園』シリーズをはじめとするガイナックスの作品群に対してユーザーからプレイ時間が短いという指摘が寄せられたため、漫画的なテンポではユーザーが混乱するだろうという判断から、本作ではアドベンチャーゲームパートを長くするなどして、テンポを下げる方針が取られた。アドベンチャーゲームならミステリがよいという提案もあったが、物語の中で殺人を起こすと『電脳学園』シリーズの世界観とかみ合わなくなるため、探し物に変更された。みんだの提案により、『ブレードランナー』からヒントを得る形で、探索対象は猿に決定した。「急激に進化したサルたちが人間社会に溶け込み、それを主人公が追う」という設定について、みんだは「ロボットをサルに置き換えただけで馬鹿らしくなるというのが根底にある」と、『美少女ゲーム最前線』でのインタビューの中で述べている。また、みんだは前述のインタビューの中で、人間と見分けのつかないものを探すというアイデアはアドベンチャーゲームに合うとは考えていたが、まさか通るとは思っていなかったとも話しており、企画を通したガイナックスに対して感謝の言葉を述べている。本作のキャラクターデザイン・原画は末次徹朗が担当し、CG作監は玉谷純が務めた。また、プログラムは生田雄大が担当した。

#### 評価（電脳学園IV エイプハンターJ）
パソコンゲーム誌の編集者である前田尋之の公式サイト「電脳世界のひみつ基地」においてライターの松田ゆのじは、同作が電脳学園シリーズの代表作となった理由として、付録である「高校生の現代社会科 猿害の実際」の作りこみのすごさではないかと述べている。『美少女ゲーム最前線パート5』のレビュー記事では、今までの電脳学園シリーズの中でも本格的なアドベンチャーゲームに仕上がっていると評価し、Hシーンもよかったと述べている。

## 電脳学園ミレニアムシリーズ
1999年12月23日、電脳学園シリーズの新作となる『電脳学園ミレニアム』がナインライブスより通販・イベント直販（コミックマーケット/ワンダーフェスティバル）限定で発売された。Windows 95/98（XP非対応）・Macintosh（Classic Mac OS）両対応ハイブリッド版CD-ROMでリリースされた同作は1作目のリメイク版に相当し、新キャラクター2名が追加されている。なお、1999年12月に発売したバージョンに不具合が発見されたため、バグを修正した完全版を制作し、購入者全員に無料で送付されている。
その翌年の2000年8月23日には『電脳学園ミレニアム2～紅の女王～』が、ナインライブスより通販・イベント直販限定で発売された。同作は主人公・日の本リリカとその助手・御堂マコトが電脳学園に潜入し、国家の存亡を揺るがす陰謀を暴くという内容になっている。こちらも2000年9月7日に数々の修正を施した新バージョン（Ver.2）がリリースされ、旧バージョンの購入者には無料で送付されている。